# Hospital regional de Kaédi
El Hospital regional de Kaédi es la instalación de salud más grande en el sur de Mauritania, es conocido por su arquitectura innovadora.
El nuevo hospital (en realidad una gran ampliación de una estructura de hormigón existente) implica el uso de ladrillo de fabricación local y un diseño basado en una secuencia de estructuras de cúpulas simples y complejas. La estructura estaba destinada a ser así para estar naturalmente fresca, incluso mientras deja una parte de la luz llegar desde el exterior.
El hospital fue diseñado por Fabrizio Carola de ADAUA, la Asociación para el Desarrollo de Urbanismo y Arquitectura tradicional africana. ADUA también utilizó el proyecto de diseño y construcción para desarrollar y difundir tanto una nueva arquitectura "vernácula urbana" para la región como para capacitar a los trabajadores en las nuevas técnicas de bajo costo y localmente apropiadas en la construcción. Los obreros fueron capacitados en el sitio con las nuevas técnicas.
El hospital recibió el Premio Aga Khan de Arquitectura en 1995.